# Memeco
Jorge Américo de Souza, mais conhecido por Memeco (Rio de Janeiro, 1940 - Rio de Janeiro, 1988), foi um jogador de vôlei e compositor de sambas brasileiro.
Como compositor de sambas, sua composição mais famosa é Povo Feliz, também conhecida por Voa, Canarinho, que foi gravada em 1982 pelo ex-jogador de futebol Júnior.
Como voleibolista, foi integrante da seleção brasileira de vôlei que participou das olimpíadas de 1968 no México, quando o Brasil ficou em 9º lugar.